# Francisco Assis
Francisco José Pereira de Assis Miranda  (n. 8 ianuarie 1965 în Amarante) este un om politic portughez, membru al Parlamentului European în perioada 2004-2009 din partea Portugaliei. A fost primar în Amarante, care a ocupat funcția în perioada 1989-1995 și a fost membru al Adunării Republicii, pentru două mandate, primul în perioada 1995-2004 și al doilea  din 2009-2014.

## Carieră politică

### Rolul în politica națională
Assis a contestat-o pe António José Seguro la funcția de conducere a partidului în 2011.
Când guvernul de coaliție de dreapta al premierului Pedro Passos Coelho și-a pierdut majoritatea absolută în parlament ca urmare a alegerilor legislative din 2015. Cu toate acestea, la 24 noiembrie, liderul socialist António Costa a fost numit prim-ministru după ce a format o alianță parlamentară cu trei partide de stânga. De atunci, Assis și-a exprimat public opoziția fermă împotriva noului acord de coaliție, pe care l-a reafirmat în contextul alegerilor locale din octombrie 2017 și al urmelor de incendiu.

### Membru al Parlamentului European (2014–2019)
Înainte de alegerile europene din 2014, Partidul Socialist l-a numit pe Assis în fruntea listei lor. În urma alegerilor, a devenit membru al Comisiei pentru afaceri externe și a subcomisiei pentru drepturile omului. El a fost, de asemenea, președintele delegației parlamentului pentru relațiile cu Mercosur.
Assis a fost comentator politic pentru emisiuni de televiziune la posturile de televiziune SIC Notícias și TVI 24 și colaborator pentru ziarul Público.